# Galattolipide O-aciltransferasi
La galattolipide O-aciltransferasi è un enzima appartenente alla classe delle transferasi, che catalizza la seguente reazione:
2 mono-β-D-galattosildiacilglicerolo ⇄ acilmono-β-D-galattosildiacilglicerolo + mono-β-D-galattosilacilglicerolo
Anche il di-D-galattosildiacilglicerolo può agire come accettore.